# MAN Lion's City
MAN Lion's City är en serie bussar utvecklade och tillverkade av MAN SE för den europeiska marknaden.
Den allra första MAN-bussen i det som senare kom att bli Lion's City-serien lanserades 1996 och bestod av landsvägsbussen MAN A20 (NÜxx3). 1997 lanserades den 12 meter långa stadsbussen A21 (NLxx3) och 1998 en ledbuss, kallad MAN A23 (NGxx3). Senare tillkom även fler busstyper och modellbeteckningar. År 1999 skedde första designändringen av karosserna då fronten förnyades och mindre designändringar gjordes. Vidare skedde ansiktslyftningar 2006 och 2015. Benämningen Lion's City som gemensamt namn för de tidigare olika busstyperna har använts sedan 2006.
Produktionsanläggningarna finns i Starachowice och Sady i Polen, men bussar och chassin byggs även i Tyskland, Turkiet och i Malaysia. Chassina som bussarna bygger på finns både som vänster- och högerstyrda och bussar byggda på dessa chassin finns tillgängliga i stora delar av världen, både som nya och även i och med att uttjänta exemplar flyttas till andra länder än där de såldes nya. I Europa förekommer främst helbyggda bussar, dvs att tillverkaren har sin egen kaross byggd på chassit, men i till exempel Australien, vissa länder i Sydostasien och andra vänstertrafikländer byggs endast bussar av externa karosstillverkare. Karosserna tillverkas ibland på licens och liknar då de helbyggda bussarnas karosser.
Länder i Europa som har bussar byggda av externa karosstillverkare är bland annat Serbien där A22 och A24 (12- och 18-meterschassin) tillverkas med karosserna IK-112 respektive IK-218 av Belgrad-baserade Ikarbus. Det förekommer även bussar i Spanien med Castrosua-kaross på A22- och A24-chassin i bland annat Barcelona och Madrid.
Modellserien var Bus of the Year år 2015.

## Konstruktion (1996–2019)
Motorutbudet består av baktill, längsmonterade 6-cylindriga radmotorer som drivs av antingen diesel, biodiesel, bio-/naturgas eller LPG. Bränslecellbussar förekommer i liten skala liksom hybridbussar med mindre förbränningsmotorer. Hybriddrift finns hos A37 som såldes i Europa mellan 2010 och 2019, den är av typen seriehybrid, vilket innebär att endast elmotorerna fysiskt är kopplade till drivlinan och att förbränningsmotorn endast driver generatorer då extra kraft behövs eller då strömmen i superkondensatorerna är svag. Dessa bussar har en rundad kåpa längst fram på taket med ventilationsöppningar fram för kylning av den takplacerade elektroniken. Gasbussarna har även de en kåpa på taket, men den sitter lite längre bak och saknar ventilationsöppningar framtill. Vissa dieselbussar med licenstillverkade karosser kan ha ett liknande utseende som hybridversionen, men där fyller takkåpan ingen praktisk funktion. Ett exempel är några av de MAN A22 (NL323F) som finns i Singapore.
Chassiutbudet består av lågentré och helt lågt golv och bussar finns i längder från 8,6–21 meter, dvs som korta och normallång bussar samt boggibussar med olika hjulbaser och ledbussar/boggiledbussar med tre/fyra axlar samt som treaxlade dubbeldäckare.
Växellådsutbudet utgörs av Voith och ZF AG med olika utväxlingar. Motorerna har från 230 till 360 hästkrafter, de första två siffrorna i antalet hästkrafter återfinns i bussarnas modellbeteckning, till exempel NL263 som är en normallång, alternativt boggiaxlad låggolvsbuss med 260 hästkrafters motor.
Den senaste generationen Neoplan Centroliner byggde på samtida MAN Lion's City, de största skillnaderna var egentligen endast front och bakparti och några andra detaljer.
En detalj som Lion's City-serien tillverkad före 2019 varit tämligen ensam om, kanske framförallt under de senare åren av dess tillverkningstid, var att den kunde fås med antingen hel eller delad vindruta i en tid då de flesta andra buss- och karosstillverkare i Europa sedan början av 2000-talets första decennium endast brukade ha hel ruta som tillval.
Den nya generationen som presenterades 2017 och som serietillverkas sedan 2019 har endast hel vindruta som tillval.
Bussarna med MAN:s egna karosser (helbyggena) tillverkas i Tyskland, i Polen och i Turkiet.

### Beteckningar och varianter
- NLxx3 för vanliga låggolvsbussar med två eller tre axlar. (tyska: Niederflur Linienbus) Kallas även A21, A22, A26, A36, A37, A44 eller A45
- NGxx3 för ledade låggolvsbussar med tre eller fyra axlar. (tyska: Niederflur Gelenkbus) Kallas även A23, A24, A40, A42, A43 eller A49
- NDxx3 för låggolvsdubbeldäckare med två eller tre axlar. (tyska: Niederflur Doppeldeckerbus) Kallas även A34, A39, A48 eller A95
- NMxx3 för korta låggolvsbussar med två axlar. (tyska: Niederflur Midibus) Kallas även A35, A47, A66 eller A76
- ELxx3 för normallånga lågentrébussar med två axlar. (tyska: Niedriger Eingang Linienbus) Kallas även A78
- NÜxx3 äldre beteckning för regionalbussar. (tyska: Niederflur Überlandbus) Kallas även A20 eller A25

Då det handlar om chassin till externa karosstillverkare har dessa ett 'F' i slutet av modellbeteckningen, vilket betyder att det endast är ett busschassi, (tyska: Fahrgestell).

### I svensk linjetrafik
I Sverige levererades de allra första MAN-stadsbussarna runt år 2000. Dessa utgjordes av fem stycken ledbussar av typ NG313 som mellan 2000 och 2008 rullade hos Göteborgs spårvägar. Runt 2001–2002 levererades tre dieseldrivna kortbussar av typen NM283, dessa hamnade hos Bergkvarabuss och gick i trafik i Skåne. De största leveranserna kom dock inte igång förrän runt 2004 då en större leverans dieseldrivna ledbussar införskaffades till Göteborgs spårvägar. De allra första MAN-stadsbussarna att rulla hos Storstockholms lokaltrafik bestod av tio biogasledbussar av årsmodell 2004 i Busslink-, senare Keolisserien 5389–5398, dessa utgjorde tillsammans med 11 stycken Volvo B10LA CNG-ledbussar i serien 5378–5388 de allra första biogasdrivna bussarna i innerstaden. Samtliga gasbussar var placerade på Söderhallens bussdepå. Dessa bussar gick fram till 2014 på olika blåbusslinjer, främst på linjerna 2 och 3 som i huvudsak Söderhallen ansvarade för. Efter 2014 blev MAN-ledbussarna i 53xx-serien röda och började att gå på övriga ledbusslinjer i innerstaden, främst på linje 76. De placerades på Fredriksdalsdepån 2017. Senare under 2017 togs de ur trafik och skrotades.
Efter 2004 har det sålts flera MAN-stadsbussar av olika typer i Sverige på flera ställen i landet, främst och inledningsvis i de södra delarna, och Lion's City var år 2014 Sveriges vanligaste stadsbuss. I Stockholms innerstad i övrigt, där Scania länge dominerade, valde man att endast köpa in MAN Lion's City efter att avtalet för Keolis förnyades där under 2013, ett avtal som året efter innebar en nyleverans av 195 fabriksnya bussar i olika utföranden, vilka till allra största delen bestod av biodiesel- och gasledbussar samt biodieselhybrider. Dessa kompletterade de redan existerande MAN-bussarna, ersatte kvarvarande bussar av typen Scania MaxCi, de allra flesta OmniCity och samtliga Volvobussar i innerstaden. Gamla Uppsala Buss har från 2007 endast köpt in MAN Lion's City vid samtliga nyleveranser till stadsbussflottan i Uppsala. Sedan 2017, då de allra sista Neoplan-bussarna fasades ut, utgör olika årgångar och utföranden av MAN Lion's City samtliga gröna stadsbussar i Uppsala. När Förenade Buss i Värmland förnyade sin bussflotta i Karlstad 2013 köptes MAN Lion's city in, en trend som fortsatte även efter Keolis övertagande 2016. Svealandstrafiken i bland annat Västerås och Örebro valde även de att köpa in MAN Lion's City under 2019 då ett stort antal äldre bussar skulle ersättas. Även till Lund har det levererats ett antal Lion's City när Nettbuss (nuvarande Vy Buss) vann upphandlingen där. Vidare har det förekommit både större och mindre leveranser till de flesta större städer i Sverige och under tidiga 2020-talet var busstypen ännu bland de allra vanligaste.
Källa: Svensk Busshistoria

### Galleri

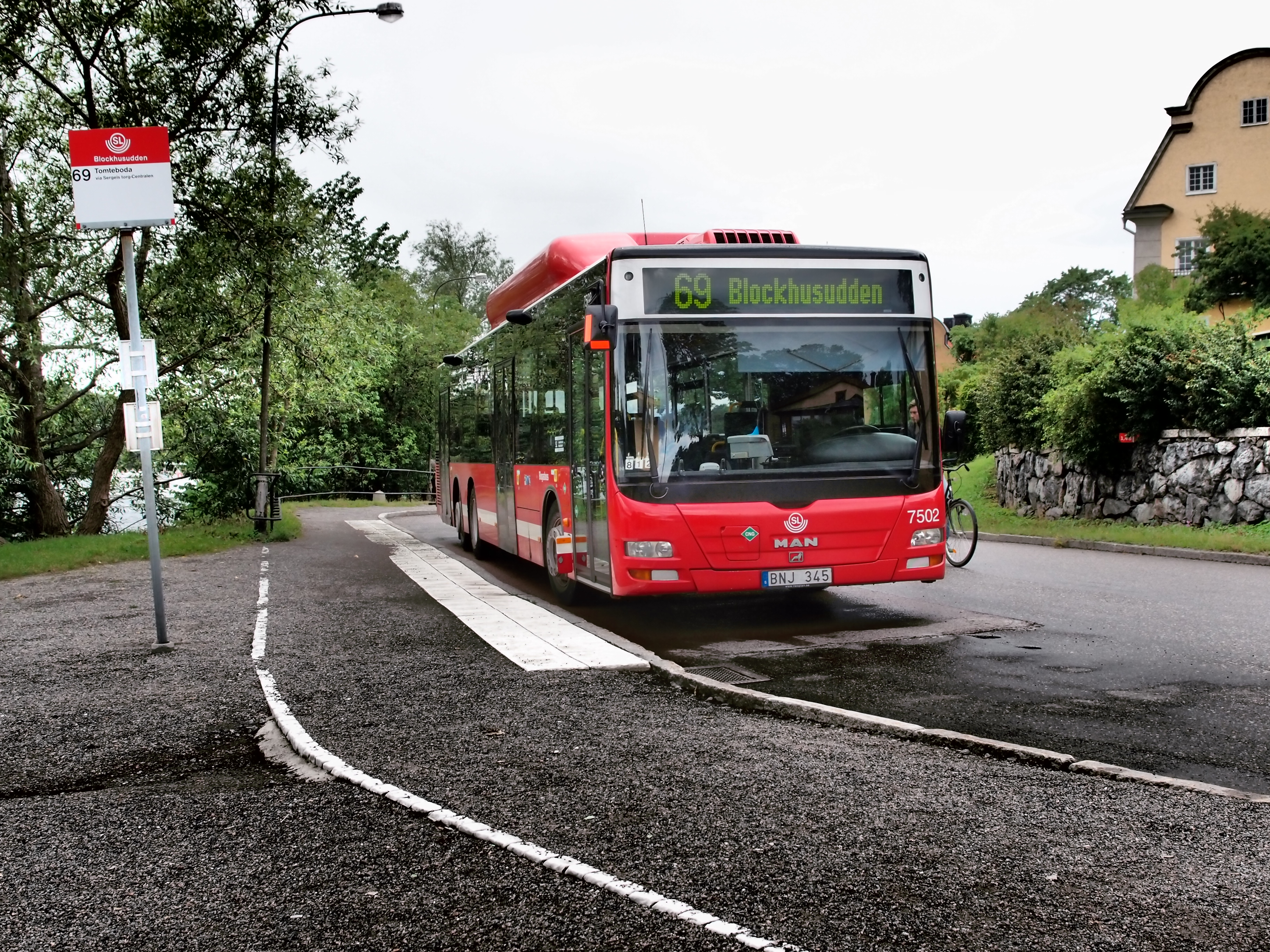
MAN A26 biogasbuss i Stockholm.
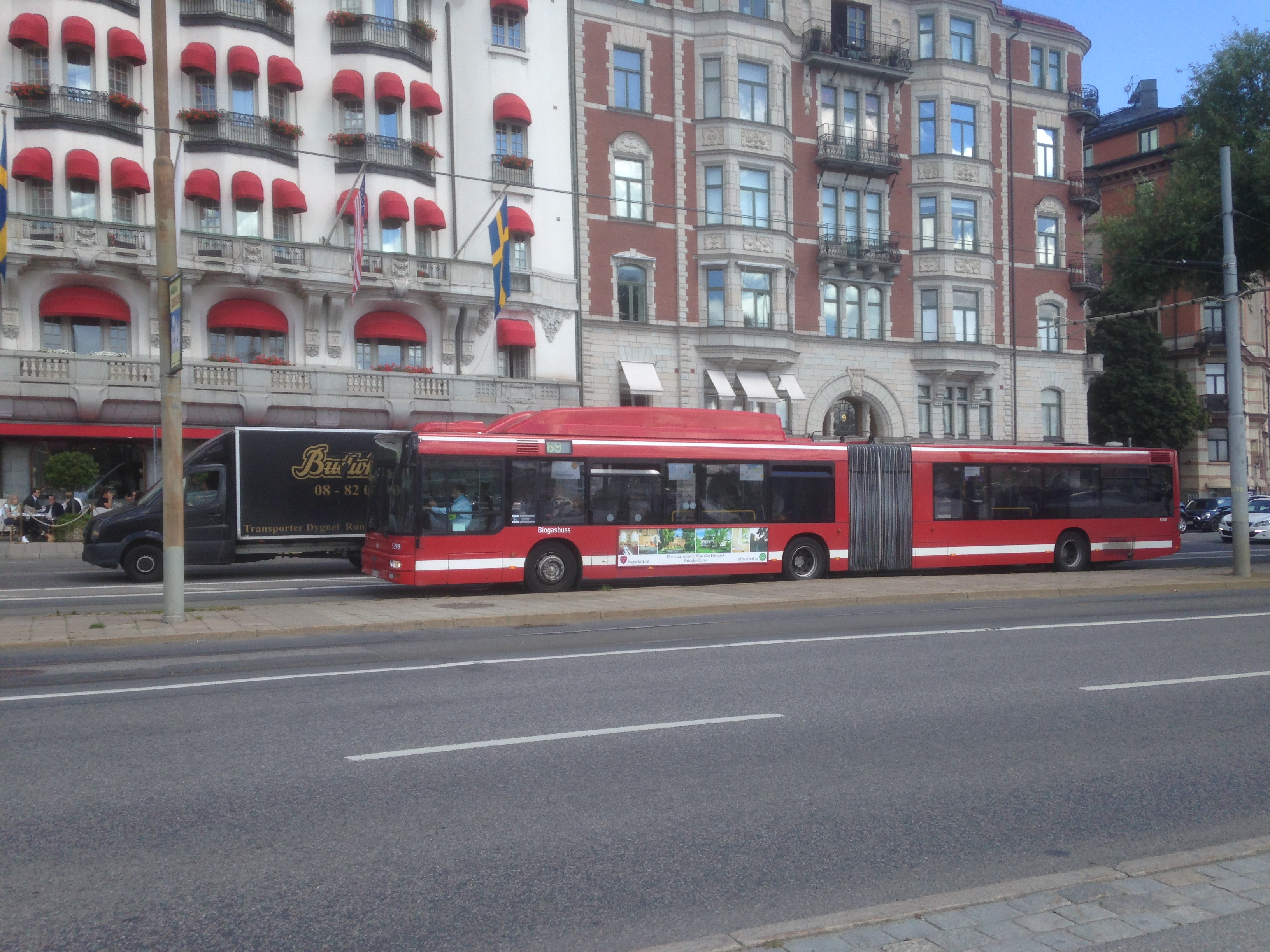
Äldre MAN A23 biogasbuss i Stockholm.
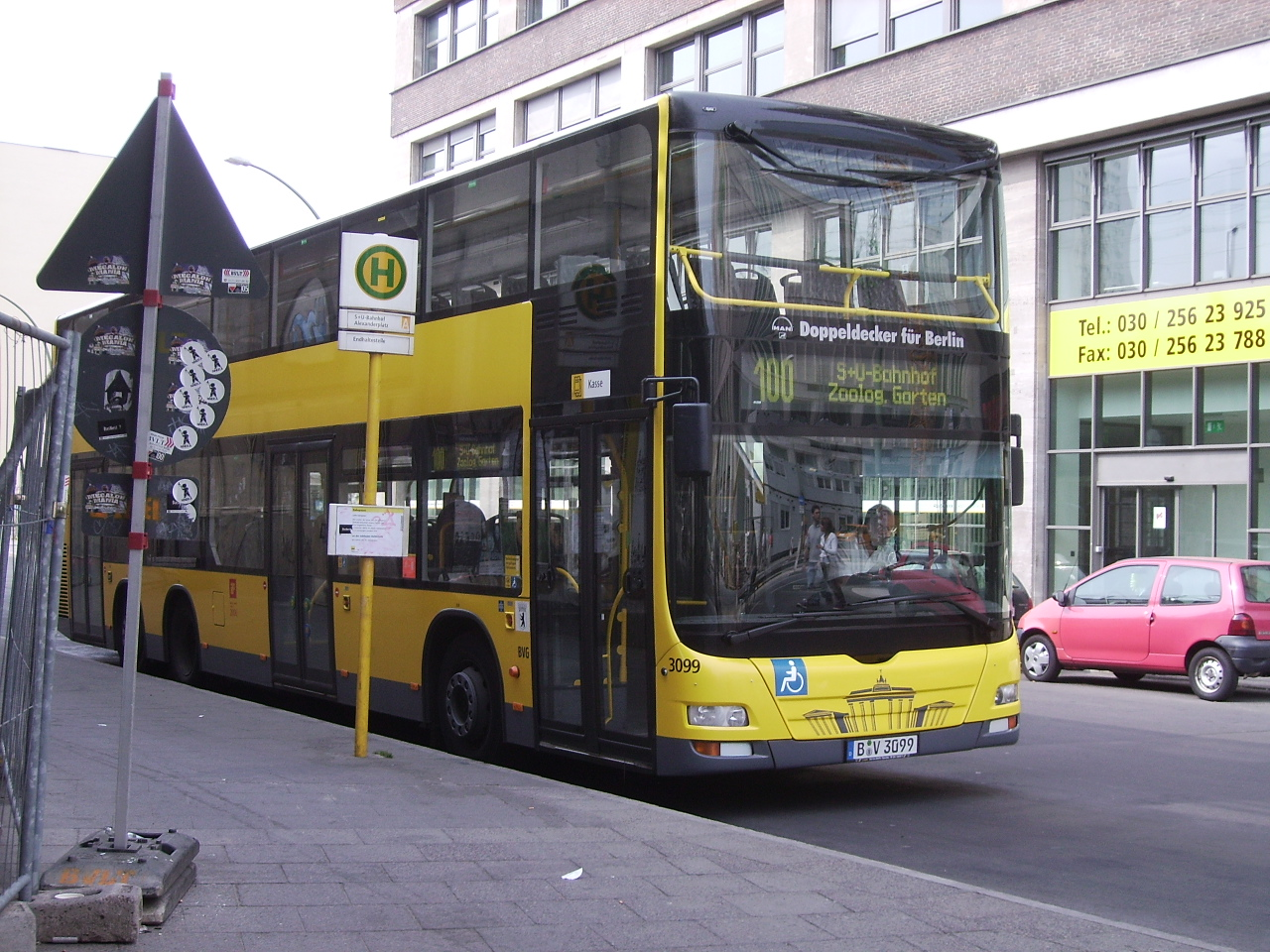
MAN A39 i Berlin.
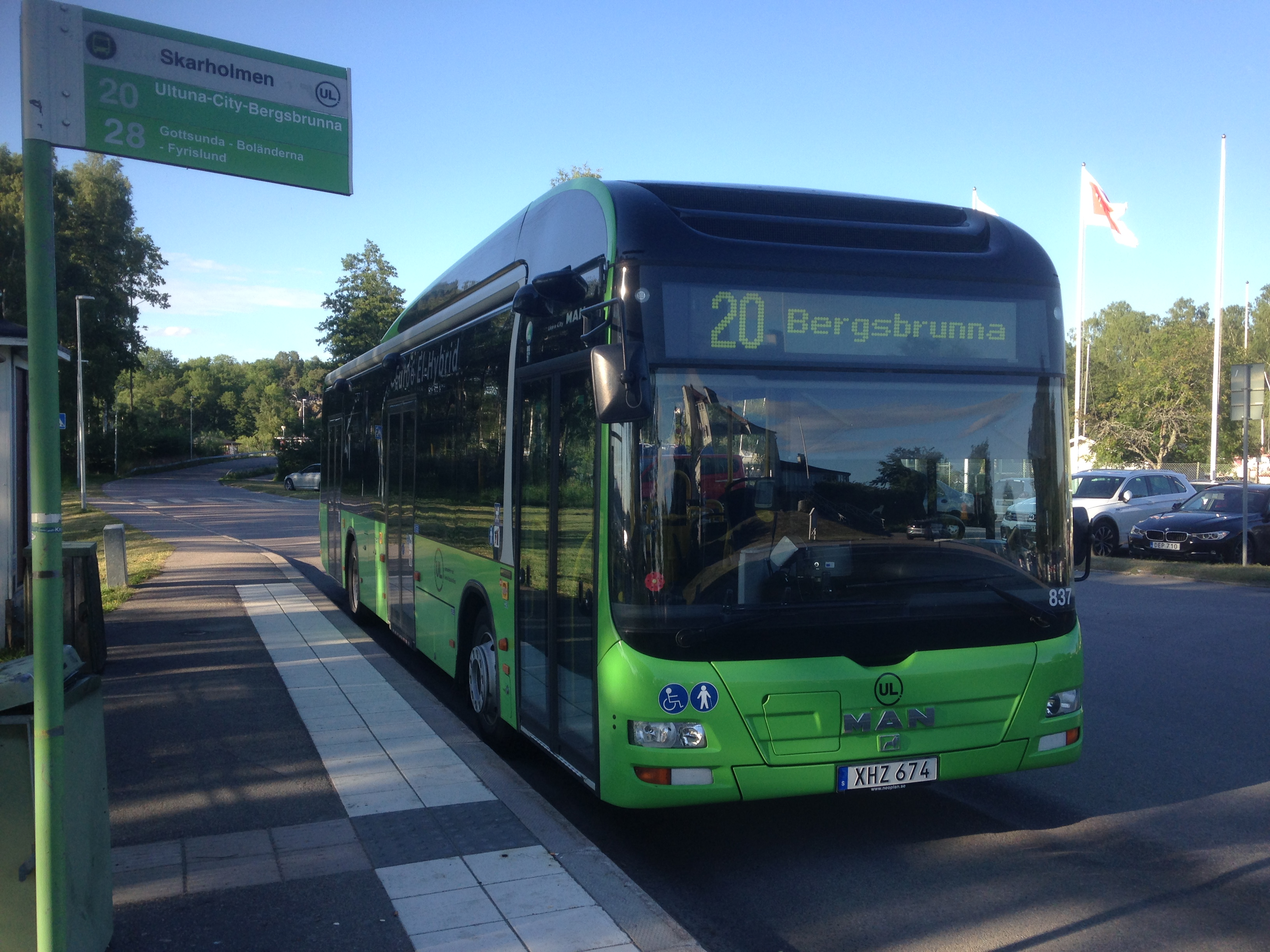
MAN A37 Euro 6 diesel-/elhybridbuss i Uppsala.
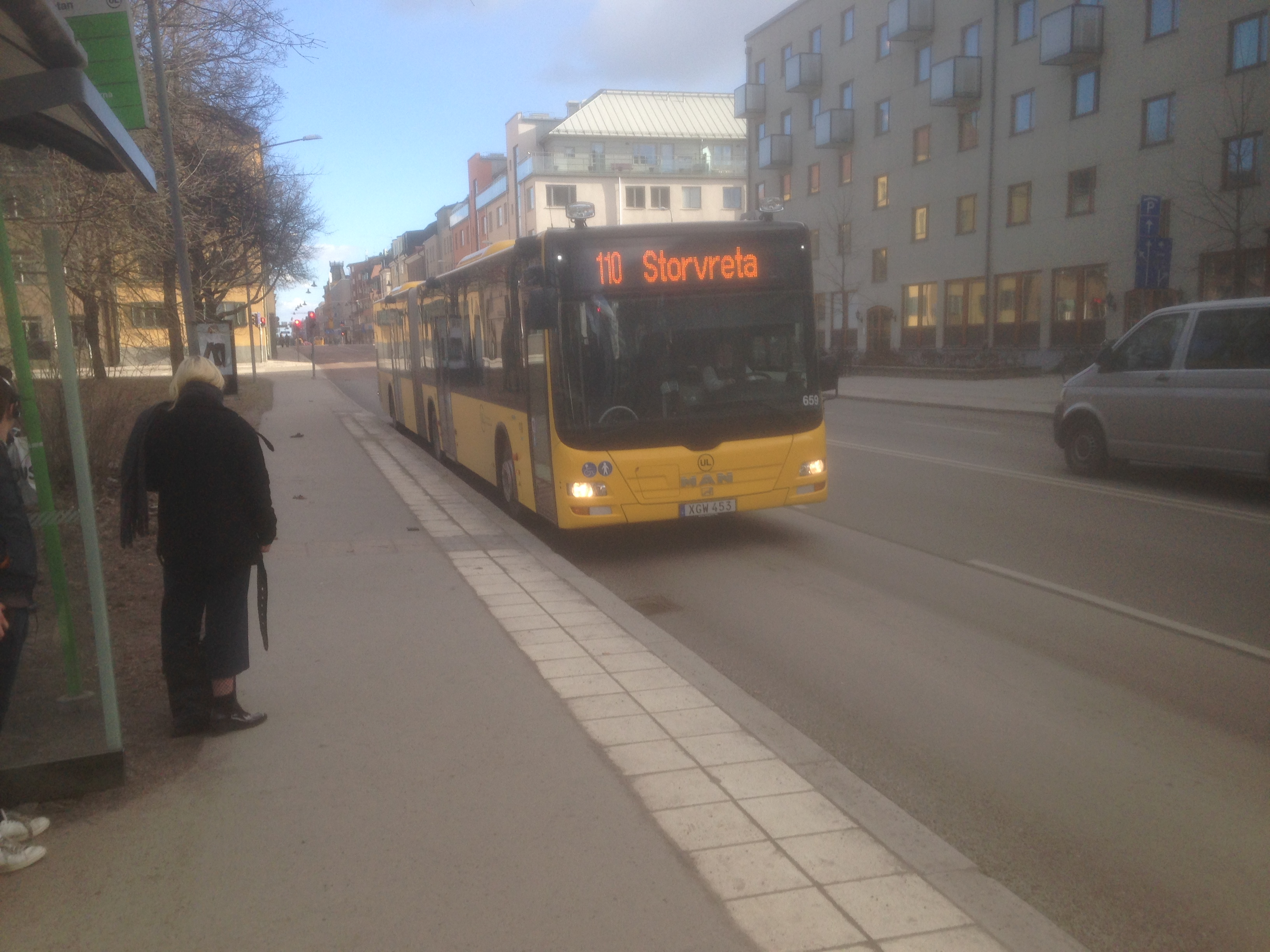
MAN A49 i Uppsala.
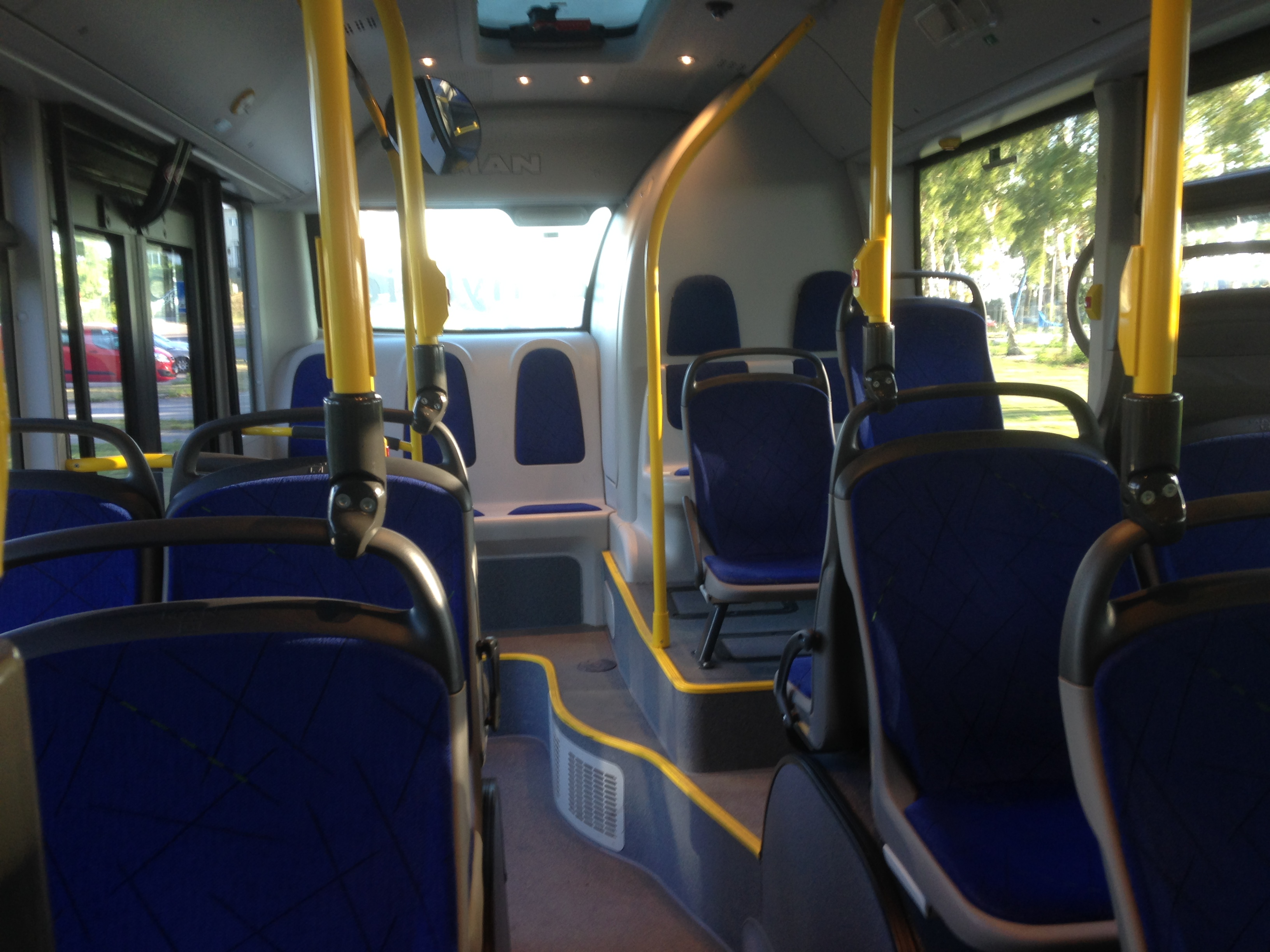
Interiör av MAN Lion's City A37 Hybrid.
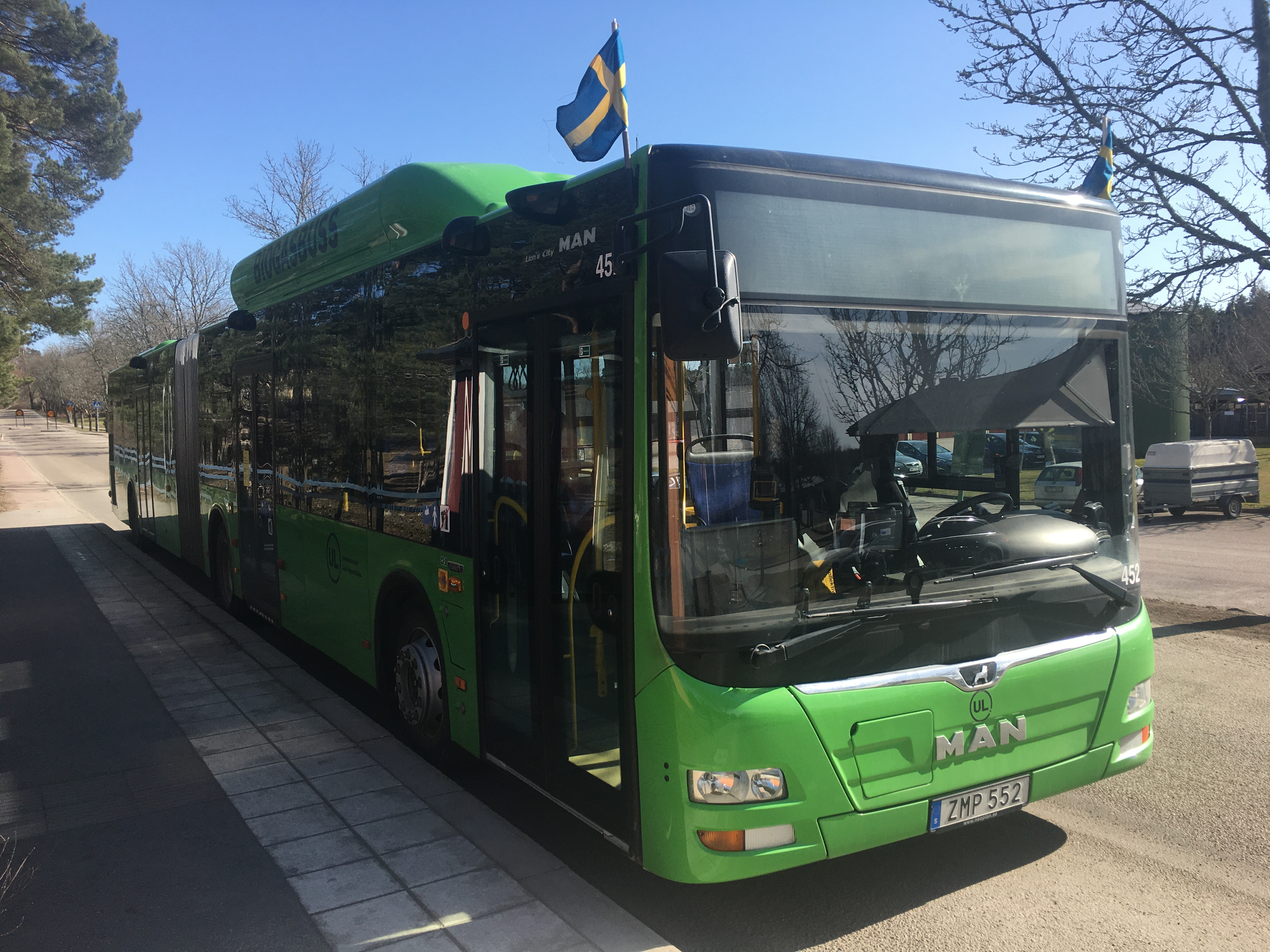
MAN Lion's City A23 biogasbuss i Uppsala med fronten som infördes 2015.
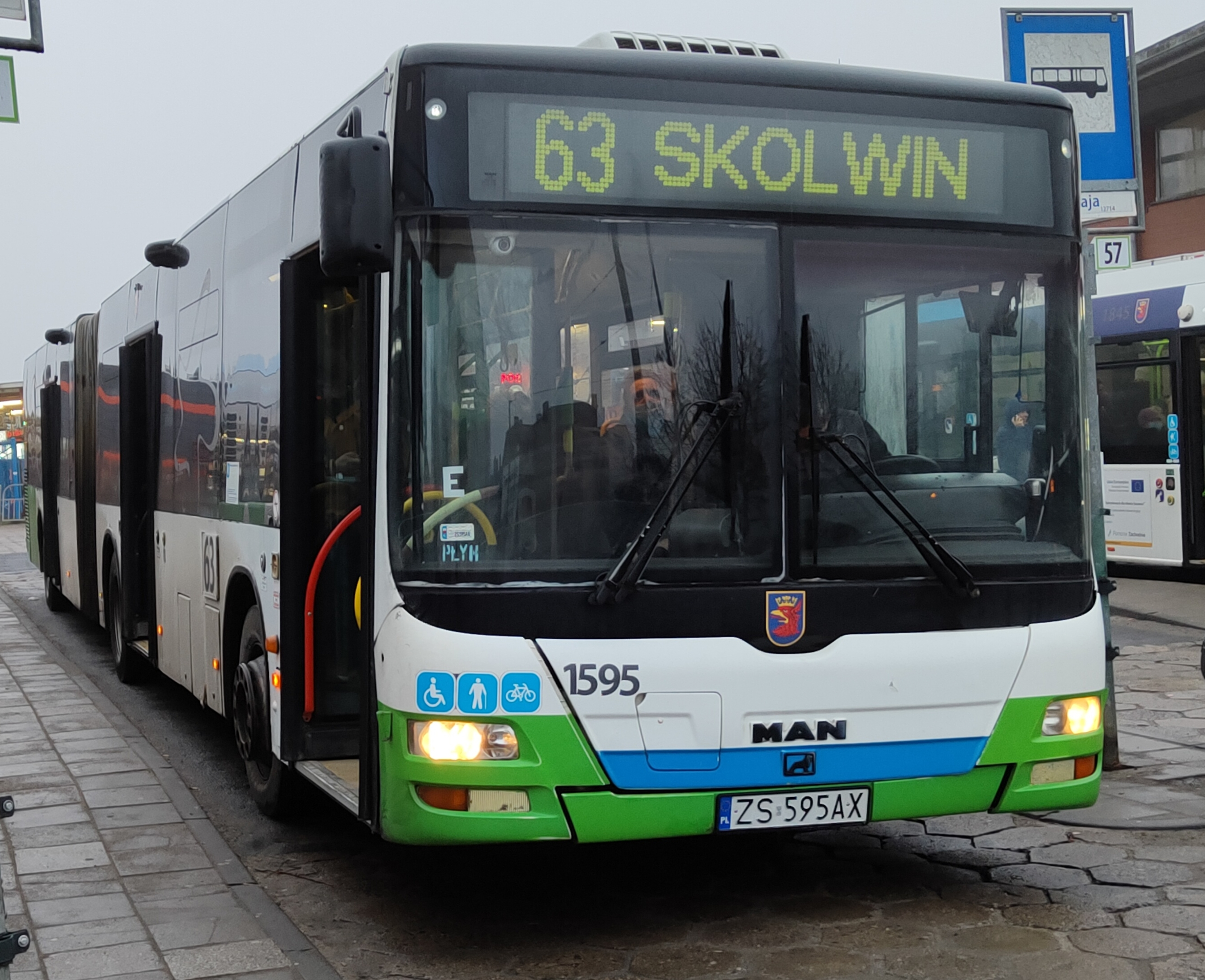
MAN NG313 i Szczecin (f.d. GS 598)

## Ny generation (2020–)
En helt ny generation MAN Lion's City presenterades under 2017 och började serietillverkas som 2020-års modell i slutet av 2019. Den nya serien fanns till en början endast med diesel-, biodiesel- eller gasmotor och i längderna 12 och 18 meter, med modellbeteckningarna 12c och 18c, dessa kompletterades senare med en variant med längden 18,75 meter (19c). Hybridvarianten togs ur produktion direkt i samband med att nya modellen började serietillverkas 2019, då företaget istället valde att satsa på annan typ av teknik. Den nya MAN Lion's City-serien har som tillval istället en teknik som kallas EfficientHybrid, en så kallad "lätthybrid", vilket innebär att motorn stängs av vid stopp vid till exempel trafikljus eller vid hållplatser varpå energi tillfälligt lagras i superkondensatorer på taket för att hålla viktiga funktioner igång, dessa laddas dels av själva motorn men även vid inbromsning. Till skillnad från de flesta tidigare stadsbussar av Lion's City har den nya generationen enbart stående motorer, dessa kallas D15 och är på 9 liter, är energisnålare än tidigare motorer och finns från 280 upp till 360hk. Från årsmodell 2021 finns en helelektrisk stadsbuss baserad på den senaste generationens Lion's City, den fanns i början i längderna 12 och 18 meter (med beteckningarna 12E respektive 18E). Den elektriska ledbussen har, till skillnad från tidigare ledbussar från MAN och många andra tidigare ledbussar över huvud taget, drivning på både andra och tredje axeln (6x4). Batteripaketet sitter på taket och batterierna är återvinningsbara till 90%. Bromsarna i lätthybriderna och i de elektriskt drivna bussarna fungerar som generatorer vid inbromsning för att återvinna energi, dvs av liknande teknik som användes hos fullhybriden. Efterträdaren till lågentrébussen MAN Lion's City A78 presenterades hösten 2021 och kallas MAN Lion's Intercity LE. Under 2022 presenterades en 10,5-meters helelektrisk version av Lion's City, Lion's City 10E. Denna sattes i serieproduktion under sommaren 2023. Till skillnad från förra generationens Lion's City har samtliga varianter av den nya generationen gemensamma chassin, oavsett om de har elektrisk drift eller förbränningsmotordrift.
Den 10,5 meter långa helektriska bussen MAN Lion's City 10E fick priset Sustainable Bus of the Year år 2024.

### I svensk linjetrafik
Första operatör i Sverige att införskaffa bussar av denna generation MAN Lion's City var Arriva i Råsta, vilka införskaffade 13 stycken biodieseldrivna ledbussar (18c) i serien 7400–7412 våren 2020. Den normallånga Lion's City 12c gjorde sin Sverigedebut 15 juni 2020 då det levererades 46 stycken dieseldrivna bussar till Nobina Halland. Den gasdrivna versionen gjorde Sverigedebut i Uppsala Senhösten 2020 i och med att 15 st biogasdrivna ledbussar (18c) levererades till Gamla Uppsala Buss. Dessa hamnade i serien 471–485. Under 2021 kompletterades dessa av ytterligare 10 likadana bussar i serien 486–495. Den normallånga elektriska bussen 12E gjorde sin Sverigedebut i Malmö tidigt år 2021. Våren 2022 gjorde den elektriskt drivna ledbussen 18E sin Sverigedebut i och med att 12 exemplar levererades till Gamla Uppsala Buss. Stockholms innerstad fick 15 stycken helelektriska ledbussar av typ MAN Lion's City 18E under 2022, dessa utgjorde de allra första helt elektriskt drivna ledbussarna i Stockholmsområdet. Hösten 2022 tog Transdev i Märsta och Täby ungefär 140 stycken ledbussar av typ MAN Lion's City 19C in i trafik. De fick serienummer 5000-5087, 5201-5217 och 5500-5531, där 5201-5206 går i Märsta och resten i Täby. När Keolis vann upphandlingen i Lund och avtalet trädde i kraft 2023 köptes ett stort antal helelektriska bussar av typ MAN Lion's City 12E och 18E in. Detta innebar att Lund för första gången fick en helelektrisk bussflotta. Hösten 2023 gjordes en stororder om 309 bussar till Nobina i söderort och kranskommunerna söder om Stockholm, detta var då den största ordern någonsin av den här generationens MAN Lion's City och MAN Lion's Intercity.

### Galleri

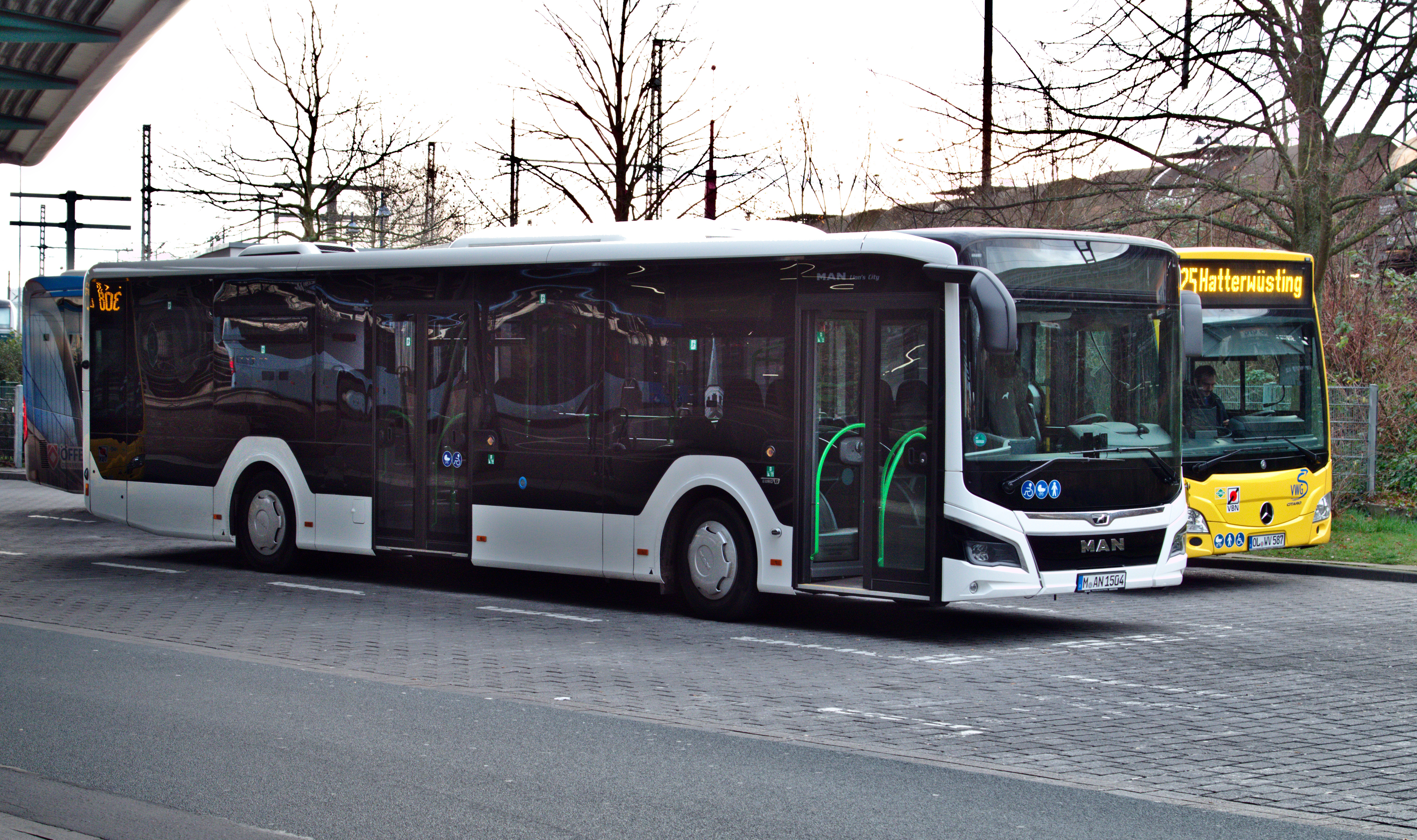
MAN Lion's City 12c med dieseldrift i Oldenburg.
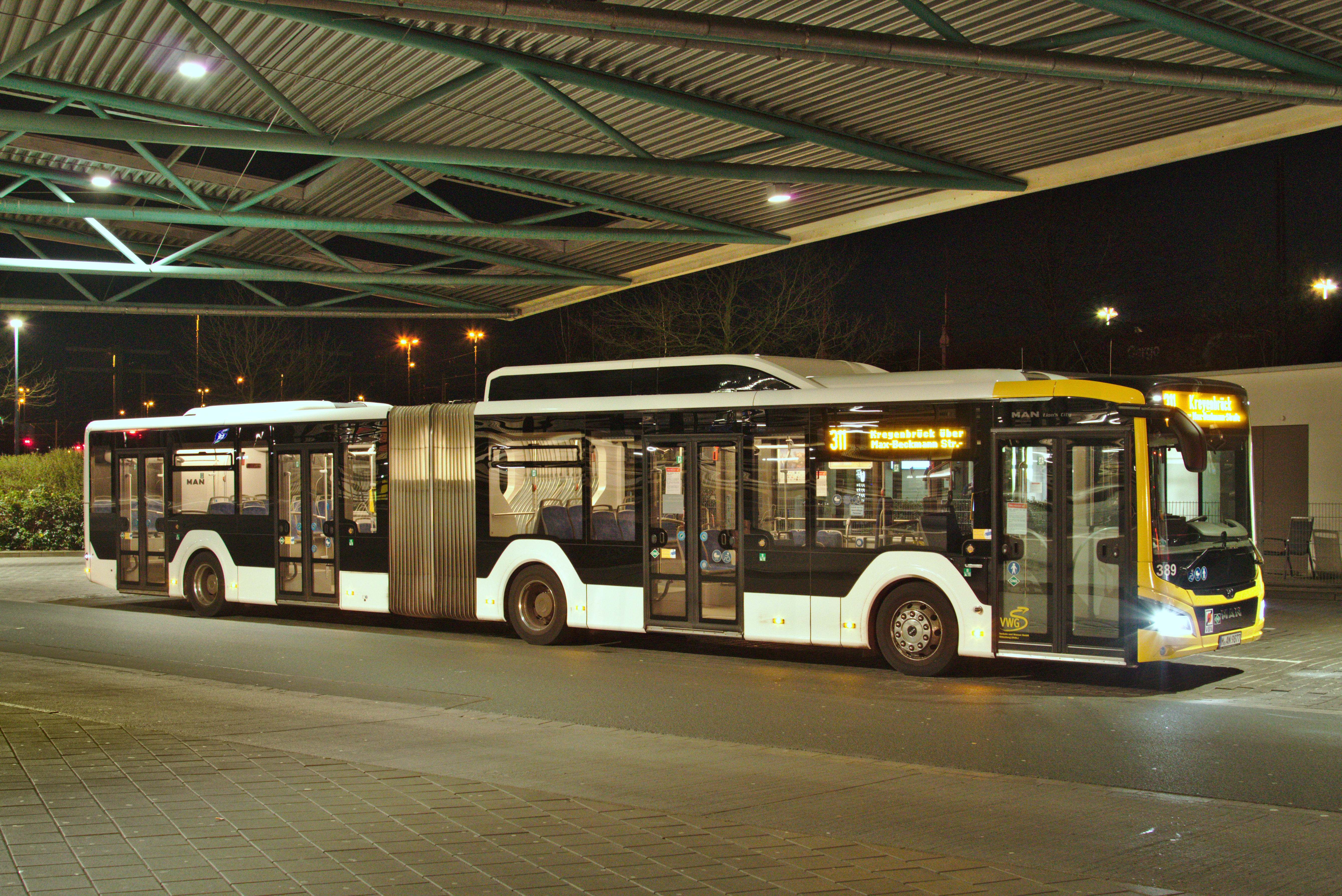
MAN Lion's City 18c med gasdrift i Oldenburg.
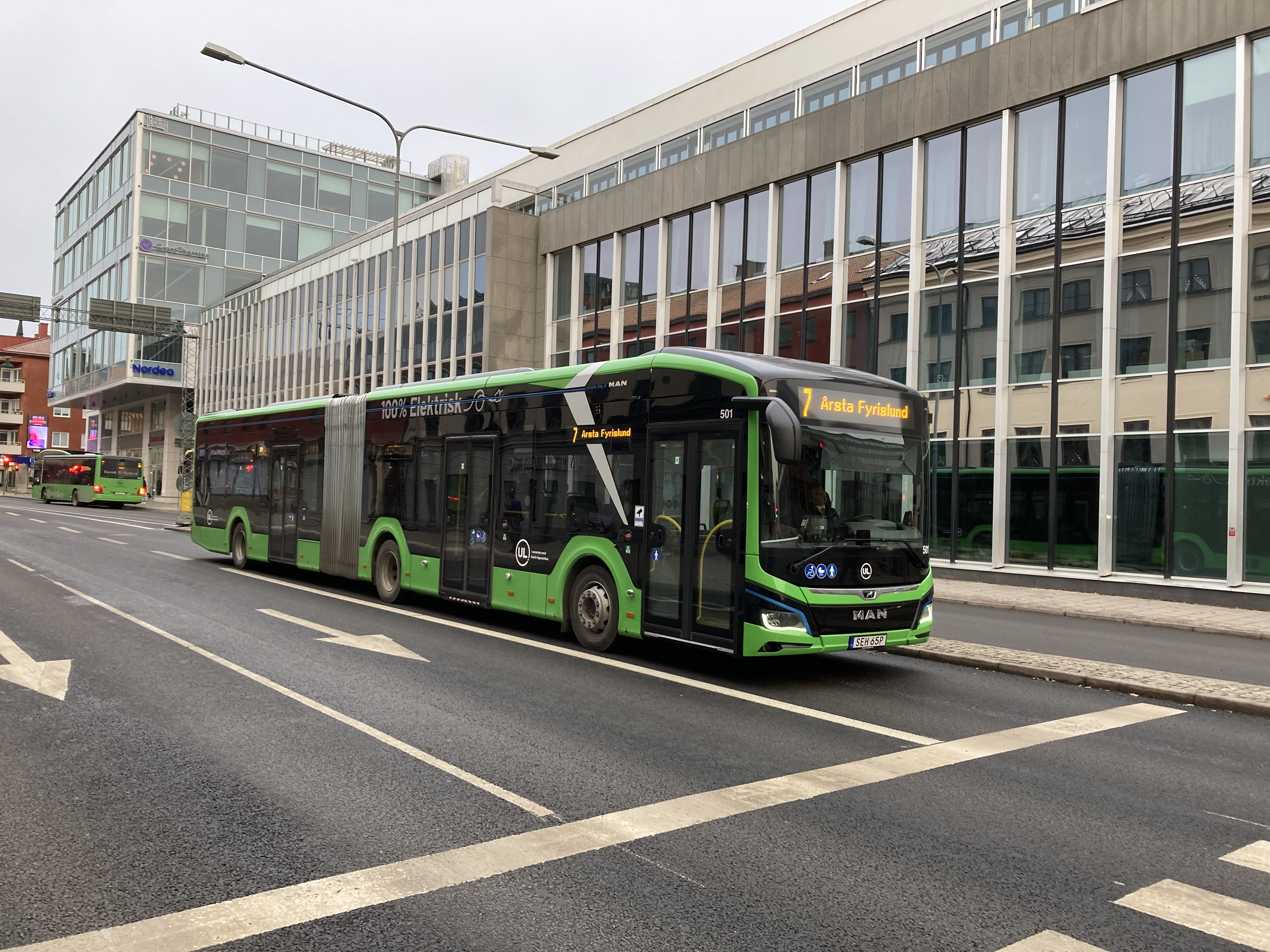
MAN Lion's City 18E i Uppsala.